# 池田紅玉
池田 紅玉（いけだ こうぎょく、本名・和子、1951年6月13日 - ）は、日本の英語教育者。

## 略歴
東京都世田谷区生まれ。東京都立青山高等学校卒、1977年日本大学大学院修士課程修了。1979年カリフォルニア州立大学（Humboldt校）スピーチ・コミュニケーション学科　大学院修了。東横学園女子短期大学（現東京都市大学）英語英文学科助教授、ハーバード大学客員研究員を経て、帰国後は青山学院大学、日本大学　英文科の教壇に立つ。現在は退職し著述業、講演活動に専念。専門は英語音声学、英語朗読法、英語教育、バイリンガル子育て。「Newバイリンガルそろばん（R)」考案者＆主宰でもある。バイリンガルそろばんのプログラムは、筑波大学附属小学校での２年間の研究授業をもとに完成。指導者養成セミナーをトモエ算盤内「トモエMIアカデミー」とのコラボで開催している。一人息子は、バイリンガル弁護士。ノーベル医学・生理学賞受賞者の大隅良典は遠縁にあたる。

## 著書
- 『三つ児の英語百までも 三歳で英単語600をマスター 二カ国語育児の記録』(ふくろうブックス)池田和子 グラフ社 1986年
- 『3歳で英単語650 二か国語育児のワンダフル・レポート 三つ児の英語百までも』池田和子 グラフ社 1993年
- 『英語は発音で勝負! 発音上達のためのアイディアと秘訣集』池田和子 南雲堂フェニックス 1994年
- 『英語の数聞けますか、読めますか?』池田和子 南雲堂フェニックス 1995年
- 『英語救急箱 病院で使う決まり文句 患者・医者・歯医者・看護婦・薬局・受付の人が使う』池田和子 南雲堂フェニックス 1995年
- 『英語で書くグリーティング・カード 心にひびく美しいひとこと集』池田和子 グラフ社 1996年
- 『親子で楽しむ英会話』池田和子 ノヴァ 1999年
- 『ワン・フレーズでどんどん英会話 クラスの84%がたちまち話せた』池田和子 青春出版社 1999年
- 『オフィス英会話』(ふれあい英語シリーズ) 池田紅玉 南雲堂フェニックス 2000年
- 『英語の発音できますか,聞けますか?』南雲堂フェニックス 2001年
- 『1日10分「魔法の仮名」で英語が身につく(秘)勉強法 すぐ読めるすぐ通じる』大和書房 2002年
- 『ほんのちょっとした違いなんですが 日常生活の中の日米文化比較』池田和子 タイムス, 2002年
- 『英語のほめ言葉会話集』(ふれあい英語シリーズ)南雲堂フェニックス 2002年
- 『いきなりネイティヴ発音 「魔法の仮名」で発音革命!』学習研究社 2003年
- 『子育ての英会話 家庭でできるバイリンガル子育て』(ふれあい英語シリーズ) 南雲堂フェニックス 2004年
- 『すばらしい英語朗読・音読の世界 魔法の仮名つき』教育出版 2005年

### 共著編・監修
- 『英語は右脳ですぐ話せる 右脳ピクチャー英語 英語がデキないのにどんどん喋れる』品川嘉也, 池田和子著 青春出版社(プレイブックス) 1991年 のち文庫
- 『美女と野獣 レディバード英語絵本』retelling by Audrey Daly, illustrated by Robert Ayton, 池田和子訳. 南雲堂フェニックス 1997年
- 『ドクタースランプアラレちゃんの小学生からはじめるこれだけ英語』(満点ゲットシリーズ)鳥山明キャラクター原作, 集英社 2000年
- 『みぞをなぞっておぼえるABC』(ドクタースランプなぞりがきえほん 鳥山明 キャラクター原作, 監修. 集英社, 2000年
- 『ドクタースランプアラレちゃんの小学生からはじめる続これだけ英語』(満点ゲットシリーズ) 鳥山明 キャラクター原作, 集英社 2000年
- 『ドクタースランプアラレちゃんの私案小学校英語教科書』(満点ゲットシリーズ)鳥山明 キャラクター原作, CD英語発音指導. 集英社 2001年
- 『英検・TOEICに役立つリスニングと発音のコツ20』保坂道雄,塚本聡共著 南雲堂フェニックス, 2002年
- 『ちびまる子ちゃんの英語教室』(満点ゲットシリーズ)さくらももこキャラクター原作 集英社 2006年
- 『道徳+小学校英語で使える"ことわざ"40選 筑波大学附属小学校加藤学級の実践ドラマ』加藤宣行共編著 明治図書出版 2009年
- 『花より男子ステップアップ英語BOOK 英語コンプレックスはゴミ箱へ』(集英社ガールズコミックススペシャル)神尾葉子原作, 池田紅玉 英語指導・監修・訳 2010年
- 『ちびまる子ちゃんの小学生英語』(満点ゲットシリーズ)さくらももこキャラクター原作 集英社 2014年